# Thecla dickiei
Thecla dickiei är en fjärilsart som beskrevs av Archibald C. Weeks 1901. Thecla dickiei ingår i släktet Thecla och familjen juvelvingar. Inga underarter finns listade i Catalogue of Life.